# Peugeot P4
El Peugeot P4 es un vehículo todoterreno no blindado usado principalmente por el ejército francés. Al principio era fabricado por Peugeot y más tarde por la firma Panhard.

## Descripción
El Peugeot P4 es un vehículo ligero, no blindado, con tracción a las 4 ruedas fabricado inicialmente por Peugeot luego por Panhard, y usado por el ejército francés bajo la designación de "Véhicule léger tout-terrain" ("Vehículo ligero todo-terreno"). Está basado estéticamente en el Mercedes-Benz Clase G y equipado con motorización y transmisiones de Peugeot.

## Historia
A finales de los años 1960, el ejército francés decidió que sus 10 000 jeeps tenían que ser sustituidos. El vehículo de reemplazo llevaría a cuatro hombres con el equipo de radio y sería lo bastante pequeño como para ser lanzado en paracaídas y transportado en avión.
Después de muchos asuntos técnicos, el nuevo vehículo fue diseñado en los años 70. Se llegó a un acuerdo entre Peugeot y Mercedes para coproducir el vehículo en una proporción del 50 % cada uno. Peugeot montó el motor del Peugeot 504 y la transmisión del Peugeot 604 en la carrocería del Mercedes-Benz Clase G; también instaló los sistemas eléctricos, soldó el exterior y pintó el coche. El resto fue realizado por Mercedes-Benz. Peugeot no tenía una licencia para exportar el vehículo a algún otro sitio más que a los países africanos ligados a Francia por acuerdos de defensa. La planta en Sochaux hizo el ensamblaje y armado final. El primer prototipo fue probado en 1978, comenzando una serie larga de pruebas y procesos, especialmente en una reunión en el sur de Argelia con P4 gasolina y P4 diésel.
El Ejército francés pidió 15.000 P4, tanto en versiones de gasolina como diésel, en 1981, el pedido fue rebajado a 13.500 unidades al reducirse el tamaño del Ejército. A partir de 1985, la producción fue transferida a Panhard en Marolles-en-Hurepoix, donde fueron producidos 6.000 vehículos.

## Versiones

### P4 D
En 1992, el Ejército convirtió el P4 de gasolina en el P4D de gasoil (P4 Diesel). La conversión fue hecha por Panhard (1300 VLTT) y el "Établissements régionaux du matériel". El motor, Peugeot 2.5L, es el mismo que el P4 diésel original.

### P4 P
El P4 P (P4 Protégé, "P4 protegido") es una versión blindada, con 80 unidades construidas en los años 90.